# جرج گری (بازیکن فوتبال، زاده ۱۸۹۶)
جرج گری (انگلیسی: George Gray؛ 27 February 1896 – ۱۹۶۲ (۶۵−۶۶ سال)) بازیکن فوتبال بود.